# Bill Shirley
William Jesse "Bill" Shirley (6 de julho de 1921 — 27 de agosto de 1989) foi um ator e cantor barítono/tenor estadunidense que posteriormente se tornou um produtor de teatro da Broadway. Tornou-se conhecido por dublar a voz do Príncipe Phillip na animação de 1959 da Walt Disney Sleeping Beauty. Morreu de câncer de pulmão num domingo, 27 de agosto de 1989, no Hospital Guardian Convalescent em Los Angeles, com 68 anos. Foi velado na capela Shirley Brothers Irving Hill, pertencente a sua família, e então enterrado no mausoléu do Cemitério Crown Hill  em Indianápolis.

## Filmografia
- The Phantom President (1932) - Ponta
- As The Devil Commands (1933) - Órfão
- Rookies on Parade (1941) - Bill
- Ice-Capades (1941) - ponta (não-creditada)
- Doctors Don't Tell (1941) - Tom Wayne
- Sailors on Leave (1941) - Bill Carstairs
- Mercy Island (1941) - Guide (não-creditado)
- Hi Neighbor (1942) - Dick
- Flying Tigers (1942) - Dale
- Ice-Capades Revue (1942) - Denny
- Three Little Sisters (1944) - Pvt. Ferguson (como William Shirley)
- Dancing in the Dark (1949) - Cantor da faixa título na abertura do filme (não-creditado)
- Oh, You Beautiful Doll (1949) - voz de canto de Mark Stevens (não-creditada)
- Come to the Stable (1949) - Cantor tenor masculino com a Twentieth Century-Fox Studio Orchestra (apenas no trailer, não visto e não creditada)
- Nancy Goes to Rio (1950) Voz do tenor em opereta - (não-creditado)
- The Ed Wynn Show (1ª temporada, 27º episódio) (1950) - Ele mesmo
- With a Song in My Heart (1952) - (voz parcial de canto de; não-creditado)
- I Dream of Jeanie (1952) - Stephen Foster
- Abbott and Costello Meet Captain Kidd (1952) - Bruce Martingale
- Sweethearts on Parade (1953) - Bill Gamble
- Sleeping Beauty (1959) - Príncipe Phillip
- My Fair Lady (1964) - Freddy Eynsford-Hill (voz de canto, não-creditado)